# Sicalis lebruni
A Sicalis lebruni a madarak osztályának verébalakúak (Passeriformes) rendjébe és a tangarafélék (Thraupidae) családjába tartozó faj.

## Rendszerezése
A fajt Émile Oustalet francia zoológus írta le 1891-ben, a Pseudochloris nembe Pseudochloris lebruni néven.

## Előfordulása
Dél-Amerika déli részén, Argentína és Chile területén honos. Természetes élőhelyei a mérsékelt övi füves puszták és cserjések. Vonuló faj.

## Megjelenése
Testhossza 14 centiméter.

## Életmódja
Magvakkal és rovarokkal táplálkozik.

## Természetvédelmi helyzete
Az elterjedési területe nagyon nagy, egyedszáma pedig stabil. A Természetvédelmi Világszövetség Vörös listáján nem fenyegetett fajként szerepel.